# Any dels sis emperadors
Es coneix com a any dels sis emperadors el 238 dC, quan sis emperadors lluitaren pel control de l'Imperi Romà.

## Història
L'any 238 havia començat amb Maximí el Traci com a emperador des del 235, el qual les fonts descriuen com un tirà cruel. El gener esclatà una rebel·lió a Àfrica quan un grup de joves aristòcrates assassinaren el recaptador d'imposts i demanaren a l'ancià Marc Antoni Gordià Sempronià, governador provincial, que els liderés. El vell home hi acceptà, i el 22 de març es proclamà emperador i el seu fill, del mateix nom, coemperador. Ràpidament fou reconegut pel Senat romà i per diverses províncies tret de Capel·lià, governador de Numídia. El 12 d'abril Capel·lià va vèncer i matà Gordià fill prop de Cartago. Després de saber la notícia, Gordià pare es penjà.
Maximí era a Sirmi, Pannònia, després d'haver atacat els alamans, dacis i sàrmates. Havia estat declarat enemic públic pel Senat i va decidir marxar amb el seu exèrcit sobre la capital. Els senadors varen decidir nomenar dos nous emperadors per enfrontar-los, el 22 d'abril eren proclamats els ancians senadors Balbí i Pupiè. Tanmateix, tots dos emperadors eren impopulars als ulls del poble, així que el Senat va decidir nomenat Cèsar Marc Antoni Gordià Pius, un nen de tretze anys que era net de Gordià pare i nebot de Gordià fill, gaudint de legitimitat.
Maximí arribà a Aquileia, però la ciutat es negà a obrir les portes al seu exèrcit i aleshores ell l'assetjà. A inicis de maig, però, els soldats de la Legió II Parthica s'amotinaren i assassinaren l'emperador a la seva tenda, juntament amb el seu fill, Màxim Cèsar, i els seus ministres. Els cadàvers foren decapitats i els caps enviats a Roma; per acabar amb el conflicte, el Senat indultà els soldats. En arribar les notícies i els caps els motins a Roma cessaren, però el malestar es mantingué.
Ambdós coemperadors desconfiaven l'un de l'altre, temerosos que el seu company intentés assassinar-lo. Decidiren planejar una campanya doble: Pupiè contra l'Imperi Sassànida i Balbí contra els carps. Tots dos, emperò, es negaren a col·laborar amb l'altre.
Tot i que els pobles germànics contínuament hostilitzaven les fronteres del Danubi i del Rin, la seva divisió permetia enfrontar a cada tribu per separat; aleshores la major amenaça exterior la suposava el populós regne persa, especialment després que els sassànides derroquessin els arsàcides i creessin un estat ben organitzat, sustentat en una religió nacional (zoroastrisme) i un poderós exèrcit de catafractes. Amb aquest poder els sassànides contínuament ambicionaven reconstruir el poder dels aquemènides a expenses de Roma.
Finalment, després de reprendre's els disturbis, el 29 de juliol els pretorians feren un cop d'estat al palau. Capturaren a la sala de reunions tots dos emperadors, els despullaren, arrossegaren pels carrers, els torturaren i els mataren. Aquell mateix dia, el petit Gordià Pius fou proclamat emperador, un titella del Senat i dels pretorians.